# امیلی سیمپکینز
امیلی سیمپکینز (انگلیسی: Emily Simpkins؛ زادهٔ ۲۵ مهٔ ۱۹۹۰) بازیکن فوتبال اهل بریتانیا است.
از باشگاه‌هایی که در آن بازی کرده‌است می‌توان به باشگاه فوتبال لستر سیتی اشاره کرد.